# Eoophyla adjunctalis
Eoophyla adjunctalis is een vlinder uit de familie van de grasmotten (Crambidae). De wetenschappelijke naam van de soort is voor het eerst gepubliceerd in 1895 door Pieter Snellen.
De soort komt voor in Indonesië (Java).